# Broebroe
De broebroe (Nilaus afer) is een zangvogel uit de familie Malaconotidae (bosklauwieren) die voorkomt in grote delen van Afrika ten zuiden van de Sahara.

## Kenmerken
De vogel is 12,5 tot 15 cm lang en weegt 13 tot 30 gram. De grootste ondersoort is N. a. solivagus, de kleinste is N. a. minor; met een gemiddeld verschil van 8 gram. Qua verenkleed lijkt de vogel op een klauwier, maar niet qua gedrag. Het is een ietwat gedrongen vogel met een korte staart die zich vaak goed verborgen houdt in het gebladerte. Opvallend is de witte, brede, tot het achterhoofd doorlopende wenkbrauwstreep met daarboven een zwarte kruin en daaronder een donkere oogstreep die breder wordt en overgaat in een donkere rug. Over de vleugel loopt een brede, licht okere streep, bij sommige ondersoorten is dit wit. De borst is wit, met op de flanken een onregelmatige, langwerpige oranje vlek, maar deze vlek ontbreekt bij sommige ondersoorten.

## Verspreiding en leefgebied
Deze soort telt tien ondersoorten:
- N. a. afer: van Senegal en Gambia tot Ethiopië.
- N. a. camerunensis: van Kameroen tot noordoostelijk Congo-Kinshasa.
- N. a. hilgerti: oostelijk Ethiopië.
- N. a. minor: van zuidoostelijk Soedan tot Somalië, noordelijk en oostelijk Kenia en noordoostelijk Tanzania.
- N. a. massaicus: van oostelijk Congo-Kinshasa tot zuidwestelijk Kenia en noordelijk Tanzania.
- N. a. nigritemporalis: van oostelijk Angola tot Tanzania, zuidelijk tot centraal Zambia en centraal Mozambique.
- N. a. brubru: van zuidelijk Angola tot noordelijk Zuid-Afrika en westelijk Swaziland. In Zuid-Afrika heet de vogel "Bontroklaksman".
- N. a. solivagus: centraal Zimbabwe, zuidwestelijk Mozambique, oostelijk Swaziland en oostelijk en noordoostelijk Zuid-Afrika.
- N. a. affinis: noordelijk Angola en zuidelijk Congo-Kinshasa.
- N. a. miombensis: zuidoostelijk Mozambique.

Het leefgebied bestaat uit vrij droge gebieden met een parkachtig landschap. Per regio binnen Afrika kan de voorkeur voor een bepaald landschap sterk verschillen. Zo komt de vogel in halfwoestijnen vaak voor in geïsoleerde perkjes met doornig struikgewas en in Ethiopië in berggebieden tot op 2120 m boven de zeespiegel.

## Status
Het is een betrekkelijk algemene vogel in geschikt habitat. De grootte van de populatie is niet gekwantificeerd. Men veronderstelt dat de soort in aantal stabiel is. Om deze redenen staat de broebroe als niet bedreigd op de Rode Lijst van de IUCN.